# Death of a President
Death of a President (prt: Morte de um Presidente; bra: A Morte de George W. Bush) é um documentário britânico de 2006, escrito e dirigido por Gabriel Range.

## Lançamento
O filme estreou no 31.º Festival de Cinema de Toronto em setembro de 2006, e foi mais tarde transmitido pelo Channel 4 do Reino Unido. Como parte de sua campanha de publicidade, o canal divulgou um fotograma do filme, mostrando o momento em que George W. Bush é atingido por um tiro. A imagem, posteriormente reproduzida por jornais britânicos, mostrava o presidente ferido, caindo nos braços de um assessor, diante de uma multidão chocada e temerosa, em meio de clarões de flashs dos fotógrafos. A imagem lembra fotografias de Robert F. Kennedy no momento em foi ferido mortalmente, em 1968, e evoca a tentativa de assassinato do presidente Ronald Reagan por John Hinckley, diante do hotel Hilton, em Washington, em 1981.[carece de fontes?]
O Daily Mirror declarou em editorial cuja manchete era "Bush Detonado" disse que, "embora o filme esteja caminhando no fio da navalha em termos de gosto, ainda assim oferece incentivo dramático à reflexão".

## Prêmios
| Ano  | Prêmio                                            | Categoria                         | Resultado                   |
| ---- | ------------------------------------------------- | --------------------------------- | --------------------------- |
| 2006 | Toronto International Film Festival               | Prêmio da Crítica                 | Venceu[carece de fontes?]   |
| 2007 | BAFTA Awards                                      | Melhores efeitos visuais          | Indicado[carece de fontes?] |
| 2007 | Banff Television Festival                         | Melhor filme feito para televisão | Venceu[carece de fontes?]   |
| 2007 | Brussels European Film FestivalWebsiteComo chegar | Prêmio RTBF TV de Melhor Filme    | Venceu[carece de fontes?]   |
| 2007 | Emmy Internacional                                | Melhor Telefilme/Minissérie       | Venceu                      |
| 2007 | Royal Television Society                          | Prêmio Programa de Canal Digital  | Venceu[carece de fontes?]   |